# Экзотика (ассоциация)

Обложка первого номера журнала «Экзотика» 1992 года

Обложка второго номера журнала «Экзотика» 1994 года

Ассоциация «Экзотика» — музыкальная ассоциация, занимающаяся поддержкой и продвижением необычной современной музыки всех жанров и направлений. Президент ассоциации музыкальный критик, продюсер, радиоведущий Андрей Борисов.

## Проекты
Ассоциация занимается:
- Созданием теле- и радиопрограмм об актуальных направлениях современной музыки
- Поиском и продюсированием российских коллективов и артистов
- Изданием компакт-дисков отечественных и зарубежных исполнителей.
- Организацией концертов и медиа-поддержки молодых талантов в России и за рубежом.
- Создание медиа-коммуникаций и информационного поля, позволяющего российским артистам быть интегрированными в международные музыкальные процессы, находить полезные контакты, развиваться и обмениваться опытом.
- Проведением семинаров, посвященных проблемам современной музыки.
- Организация и проведение фестивалей и гастрольных турне.

В рамках мультимедийного проекта «Экзотика» издавался альманах «Экзотика» — панорама современной альтернативной музыки, вышло в эфир более 1000 радиопрограмм на волнах «Радио России», SNC, «Ракурс», «Станция», было сделано более 100 телевизионных программ на каналах РТР, ТВ Центр, ОТРК «Югра», запущен интернет-проект www.exoticamusic.ru, призванный соединить поклонников и создателей современной электронной музыки, издано более 20 компакт-дисков на лейблах «Exotica» и «Exotica Lights», представляющих российскую интеллектуальную музыку. Также было проведено пять музыкальных арт-видео-фестивалей «Экзотика» в Ижевске, Калининграде, Сочи, Кемерово и Санкт-Петербурге.

## Радио
Ассоциацией «Экзотика» выпускались радиопередачи: «Экзотика», «Виниловые джунгли», «Музыка без слов», «Альтернативная музыка для танцев» с Леной Петровой (1991—1995), «Прошедшее совершённое».

## Телевидение
Программа «Экзотика» выходила в эфире Российского телевидения (РТР) с 1991 по 1996 год. Первоначальный хронометраж — 60 минут. Периодичность — 1 раз в месяц. Концепция — телевизионный журнал о современной альтернативной музыке. Коллектив единомышленников первоначально состоял из четырёх человек: продюсера Андрея Борисова, режиссёра Дмитрия Великанова, редактора Ирины Варламовой, ассистента режиссёра Дениса Ларионова. Всего в эфир вышло 32 выпуска.
Героями телепрограммы «Экзотика» в разное время были Пётр Мамонов, Сергей Жариков (ДК), Дэвид Томас (англ.) (Pere Ubu), Ник Кейв, AMM (Великобритания), Марк Смит (The Fall), The Young Gods, Ordo equitum solis (англ.), Фред Фрит, Vasilisk (Япония), The Residents, Марк Алмонд, Питер Хэммил, Новый Художественный Ансамбль, Tequilajazzz, Оле Лукойе, Н. О. М., Virgo Intacta, Стук бамбука в 11 часов, Казма-Казма (Харьков) и многие другие.

## История
- 1991 (весна) — основание ассоциации «Экзотика».
- 1991 (лето) — первый эфир Андрея Борисова в программе «Четыре четверти»
- 1991 (лето) — запуск авторской программы Андрея Борисова совместно с Алексеем Борисовым на радиостанции SNC.
- 1991 (сентябрь-октябрь) — первый эфир радиопрограммы «Экзотика» на Радио России.
- 1992 (январь) — состоялся первый эфир телепрограммы «Экзотика» на канале РТР. Выходила до 1996 года.
- 1992 — издан первый номер альманаха «Экзотика». Панорама альтернативной музыки.[5]
- 1992 (осень) — I арт-видео фестиваль «Экзотика» в Ижевске.[6]
- 1993 — издан второй номер альманаха «Экзотика».
- 1993 (осень) — II арт-видео фестиваль «Экзотика» в Калининграде.
- 1994 (осень) — III арт-видео фестиваль «Экзотика» в Сочи.
- 1995 (осень) — IV арт-видео фестиваль «Экзотика» в Санкт-Петербурге.
- 1996 (осень) — V арт-видео фестиваль «Экзотика» в Кемерово.
- 1996 — основан лейбл Exotica Records.
- 1999 — образован саблейбл Exotica Lights, занимающийся изданием музыки в стилях easy listening и lounge core.
- 2001 — запущен интернет-проект ExoticaMusic.ru. Слоган «Music is a Brainfood!». Существовал до 2012 года.
- 2001 (ноябрь) — лейбл Exotica стал официально признанным лучшим независимым лейблом России, получив «Золотую Горгулью» — премию за высокие достижения в области шоу-бизнеса[7][8].
- 2005 — образован саблейбл Exotica Frontier.
- 2007 — арт-видео фестиваль «Экзотика» в Санкт-Петербурге[4].
- В 2013 году сайт ассоциации «Экзотика» перестал существовать, а доменное имя exoticamusic.ru перешло к другому проекту, не имеющему к ассоциации никакого отношения.

## Музыканты
Музыканты, издававшиеся на лейбле «Экзотика»
- Антон Никкиля (Хельсинки)
- Алексей Борисов (Москва)
- Весна на улице Карла Юхана (Москва)
- Виа Гагарин (Москва)
- Бигуди (Калининград)
- Виды Рыб (Москва)
- Волга (Москва)
- Братья По Разуму (Челябинск/Москва)
- Бурундук Квартет (Ижевск)
- Chernila (Снежинск)
- Dia-Dia (Москва)
- dr. Tikov (Москва)
- F.R.U.I.T.S. (Москва)
- Иван Соколовский (Москва)
- Krivitsky (Ижевск/Москва)
- Los Chikatilos (Калининград)
- Mombus&Bacteria (Мурманск)
- MOX (Москва)
- Новые Композиторы (Санкт-Петербург)
- Nuclear Losь (Новосибирск)
- Piezo (Москва)
- Punk (Калининград)
- Рацкевич (Москва)
- S.P.U.L. (Томск)
- Second Hand Band (Москва)
- Soda (Ижевск)
- Zoom.Ra (Москва)
- 7Б (Казань)
- Amalthea (Ижевск)
- АН-2 (Ижевск)
- Анна Морозова (Москва)
- Вельвет и KSP (aрт-группа УБИК) (Ростов-на-Дону)
- COPY (Архангельск)
- Е SHAK MMS (Москва)
- Жглі Дуб (Гомель/Москва)
- Hi-And Brand (Калининград)
- Idioritmik (Москва)
- Кассиопея (Снежинск)
- Квадрат (Томск)
- La Lettre A Camus (Екатеринбург)
- Mo Fun (Санкт-Петербург)
- Moon Far Away (Архангельск)
- Оле Лукойе (Санкт-Петербург)
- Roricat (Надым)
- Rя/Ба Mutantъ (aka Rhodesia) (Ижевск)
- Славяна (Снежинск)
- Spooner (Москва)
- Technical Acoustics Lab (Москва)
- UFO United (Ижевск)
- YaD (Санкт-Петербург)[9]
- Yellowhead (Санкт-Петербург)[10]
- Максим Сонин (Москва)[11]

## Музыкальные заставки
В разное время в заставках радиопрограммы «Экзотика» использовались следующие композиции:
- Sussan Deyhim & Richard Horowitz — Ishtar[12]
- Dub Syndicate — Wadada[13]
- Dub Syndicate — Glory To God[14]
- Controlled Bleeding — After Separation[15]
- Бурундук Квартет — Persi Hit
- Elektrostar — The Future Was Yesterday[16]
- Brian Bennett — Ergon[17]